# آلان دزاگوئف
آلان یلیزبارویچ دزاگوئف (روسی: Алан Елизбарович Дзагоев؛ زاده ۱۷ ژوئن ۱۹۹۰) بازیکن فوتبال اهل روسیه است.
وی برای تیم ملی فوتبال روسیه ۵۷ بازی انجام داده و ۹ گل به ثمر رسانده‌است. پست تخصصی این بازیکن نیز، هافبک است.